# Million Dollar Depression
Million Dollar Depression — второй студийный альбом российского рэпера Pharaoh. Он был выпущен 19 марта 2021 года на лейбле Dead Dynasty. Альбом содержит гостевые участия от Noa и 39. Хип-хоп-портал The Flow разместил альбом на 28 позиции «Топ-50 отечественных альбомов 2021».

## История
27 марта 2020 года был выпущен дебютный студийный альбом Правило. Он был подвергнут критике со стороны слушателей и других музыкантов. Первоначально Pharaoh хотел выпустить делюкс-версию, однако он решил сделать из неё отдельный мини-альбом, позже работа стала студийным альбомом, который был анонсирован 5 марта 2021 года в Instagram, в тот же день открылся предзаказ.
Million Dollar Depression также является названием будущего тура исполнителя, который был анонсирован 10 ноября 2020 года.
Некоторые издания считают, что название четвёртого студийного альбома Моргенштерна Million Dollar: Happiness является отсылкой к Million Dollar Depression.

## Синглы
Песни «Эми» и «Перед смертью все равны» были выпущены 5 марта 2021 года, как первый и второй сингл с альбома. В тот же день был открыт предзаказ альбома на Apple Music. Третий сингл «Всему своё время» был выпущен 12 марта.

## Список композиций
Информация взята из Tidal и Genius.
| №                   | Название                                      | Текст песни                     | Музыка                                         | Продюсер(ы)              | Длительность |
| ------------------- | --------------------------------------------- | ------------------------------- | ---------------------------------------------- | ------------------------ | ------------ |
| 1.                  | «Перед Смертью Все Равны»                     | Глеб Голубин                    | Глеб Голубин                                   | Bryte Pharaoh            | 2:04         |
| 2.                  | «Печаль Со Знаком 8»                          | Глеб Голубин                    | Вадим Чернышев Глеб Голубин Павел Сочнев       | Bryte Meep Pharaoh       | 2:52         |
| 3.                  | «Всему Свое Время»                            | Глеб Голубин                    | Михаил Домбровский                             | Bryte noa Pharaoh        | 2:45         |
| 4.                  | «Нет Сердца»                                  | Глеб Голубин                    | Вадим Чернышев Глеб Голубин Иван Неденцев      | Bryte Pharaoh stereoRYZE | 3:07         |
| 5.                  | «Никогда Опять» (при участии noa)             | Глеб Голубин Михаил Домбровский | Вадим Чернышев Глеб Голубин Михаил Домбровский | Bryte noa Pharaoh        | 3:14         |
| 6.                  | «Эми»                                         | Глеб Голубин                    | Вадим Чернышев Глеб Голубин Илья Коноплев      | Bryte Konoplev Pharaoh   | 3:26         |
| 7.                  | «Route 333 OST»                               | Глеб Голубин                    | Глеб Голубин Михаил Домбровский                | noa Pharaoh              | 2:30         |
| 8.                  | «Судный День» (при участии 39)                | Глеб Голубин                    | Глеб Голубин Павел Сочнев                      | Meep Pharaoh             | 2:43         |
| 9.                  | «1 из Легенд»                                 | Глеб Голубин                    | Вадим Чернышев Глеб Голубин                    | Bryte Pharaoh            | 2:48         |
| 10.                 | «The Real Unplugged (Acceptance of Darkness)» | Глеб Голубин                    | Глеб Голубин                                   | Pharaoh                  | 1:40         |
| 11.                 | «Silence !»                                   | Глеб Голубин                    | Глеб Голубин Павел Сочнев                      | Bryte Meep Pharaoh       | 2:43         |
| 12.                 | «ДНМП»                                        | Глеб Голубин                    | Вадим Чернышев Глеб Голубин                    | Bryte Pharaoh            | 2:42         |
| 13.                 | «Рискк» (при участии 39)                      | Глеб Голубин                    | Глеб Голубин Павел Сочнев                      | Bryte Meep Pharaoh       | 3:04         |
| 14.                 | «Ода Сочиненная Изнанкой»                     | Глеб Голубин                    | Глеб Голубин                                   | Pharaoh                  | 1:17         |
| 15.                 | «Во Имя Тьмы»                                 | Глеб Голубин                    | Вадим Чернышев Глеб Голубин                    | Bryte Pharaoh            | 2:58         |
| Общая длительность: | Общая длительность:                           | Общая длительность:             | Общая длительность:                            | Общая длительность:      | 39:53        |

## История выпуска
| Регион | Дата             | Лейбл        | Формат(ы)                      | Издание                | Прим.  |
| ------ | ---------------- | ------------ | ------------------------------ | ---------------------- | ------ |
| Разные | 19 марта 2021    | Dead Dynasty | Цифровое скачивание и стриминг | Стандартное            | [ 12 ] |
| Россия | 20 сентября 2021 | Dead Dynasty | Грампластинка                  | Лимитированное издание | [ 13 ] |